# Tomás de Herrera
Tomás de Herrera (Medina del Campo, 11 de diciembre de 1585-Vinaroz, 15 de febrero de 1654) fue un religioso agustino e historiador español. 

## Biografía
Hijo de Diego de Herrera Treviño y de Ana Fernández de Acevedo, familia de clase alta, tuvo al menos tres hermanos varones, dos de ellos agustinos y el tercero chantre en Ciudad Real, y una hermana que fue monja en Valladolid.  
A los quince años ingresó como novicio en el convento de San Felipe de Madrid, donde profesó el año siguiente.  
Estudió Súmulas, Lógica y Filosofía en el convento de San Agustín de Burgos y Teología en la Universidad de Salamanca, donde tuvo como profesores a Agustín Antolínez, Francisco Cornejo, Juan Márquez, Basilio Ponce de León, Francisco Domínguez y Bernardino Rodríguez de Arriaga.
Fue profesor de Teología en el Colegio Real de los agustinos de la Universidad de Alcalá entre 1611-1623, y desde este último año hasta 1634, teólogo y confesor del cardenal Agustín de Spínola, a quien acompañó en sus obispados de Tortosa, Granada y Santiago y en sus viajes a Roma entre 1630-34.  
Ejerció como prior del convento de Salamanca entre 1635-38, rector de la provincia agustina de Castilla entre 1640-41, definidor en 1644, teólogo de la Junta de la Inmaculada Concepción, calificador de la Inquisición y desde 1649 historiador oficial de la orden de San Agustín.  En 1652 estuvo propuesto para asistente del general Filippo Visconti con residencia en Roma,  pero renunció al cargo alegando motivos de salud.
En 1653 fue nombrado confesor del virrey de Cataluña Juan José de Austria.  Murió el año siguiente en Vinaroz cuando acompañaba al virrey en su viaje a Barcelona.  Fue sepultado en el convento de agustinos de Vinaroz.

## Obras
Además de varios episcopologios que quedaron inéditos tras su muerte, dejó publicadas las siguientes obras:
- Responsio Pacifica ad Apologeticum de praetenso monachatu augustiniano S. Francisci (Bolonia, 1635), réplica a la obra de Lucas Wadding sobre si San Francisco fue agustino;
- Breve compendio de los prelados eclesiásticos y ministerios de sumos pontífices, reyes y príncipes (Madrid, 1643), extracto del Alphabetum Augustinianum que publicaría el año siguiente;
- Alphabetum Augustinianum, in quo Praeclara Eremitici Ordinis germina, verorumque, et faeminarum domicilia recensentur, vol. I, vol. II (Madrid, 1644), recopilación por orden alfabético de los principales personajes y monasterios de la orden de San Agustín;
- Clypeus responsionis pacificae. Ad defensionem apologetici de praetenso monachatu augustiniano S. Francisci (Madrid, 1645), nueva réplica a Wadding sobre el mismo asunto, continuación de la Responsio Pacifica;
- Vida del P. Fray Alonso de Orozco, Religioso de la Orden de N. P. S. Agustín, y Predicador de las Católicas Magestades de Carlos V y Felipe II (Madrid, 1648), edición de la biografía de Alonso de Orozco que dejara escrita Juan Márquez;
- Historia del convento de S. Augustín de Salamanca (Madrid, 1652), historia del convento del que fue prior.[c]